# 孔德墉
孔德墉（1927年1月27日—2022年12月25日），字星垣、号石生，山東濟南人。孔子第七十七代孫，国立北平艺术专科学校校友、中国艺术研究院音樂學者；後移居香港，出任萬鳴源集團有限公司董事長。由於族兄孔德成遷居臺灣，孔德墉經協商後在黨政機關協助下，主持第五次續修《孔子世家谱》。

## 生平

### 早年
孔德墉為清朝衍圣公孔昭煥後裔，出自孔子世家近支凝祉堂，高祖父孔慶鑾是衍聖公孔慶鎔的弟弟；父親孔令煜曾任山東省運河船捐局局長、山東省財政廳科長，有三女一子德坤、德堳、德墉、德垿，在1937年返回曲阜孔府居住。中国抗日战争時，大成至聖先師奉祀官孔德成奉令撤離曲阜前，命孔令煜代理奉祀官事務。在東京帝國大學教授高田眞治建議下，日本佔領曲阜期間派軍護衛三孔古蹟；由於孔令煜身為代理奉祀官的緣故，日本人對其父子兩人都相當敬重。抗戰期間孔德墉多待在孔府，接受私塾教育之餘，向一位曲阜师范学校的老師學钢琴。儘管父親強烈反對，孔德墉熱愛音樂，會演奏胡琴、風琴，曾試圖去青島、重慶求學未遂，也曾絕食讓自己免於包办婚姻。抗戰結束後，孔德墉在1945年考上国立北平艺术专科学校音樂系，一度因第二次国共内战與家人失聯，不過因獲得獎學金得以紓困，主修鋼琴專業，後肄業。國共內戰期間，鲁南军区文工团曾到曲阜演出，吸引一些孔氏宗親及年輕學生；不久，孔德墉的三位姐妹紛紛脫離原生家庭，參與中国共产党相關的政治活動。济南战役後，孔德墉在1948年加入中国人民解放军，而孔德成在同年底隨中華民國政府遷台。
中华人民共和国建立後，孔德墉先後在濟南與福建省西部的部隊後勤單位，負責物資押運補給。1950年，孔德墉分配到北京中国艺术研究院的工作，是該校音樂研究所創始人之一，籌建音樂圖書館、音樂陳列館；為方便管理而建立音樂图书分类法、圖書館編目管理系統、推動全國音樂書譜聯合目錄，也負責研究所圖書及內部資料的出版發行。1956年與王世襄到上海文物局，在倉庫被當作「廢銅」的文物中收購了超過3公噸的銅乐器，其中兩千多樣成為現今中國藝術研究院藏品。1957年4月6日，孔德墉在北京與華僑出身、任職於軍委氣象局的徐輝仙結婚。同年反右运动期間，許多相關單位在單身未婚的盛家伦病重之際，覬覦他的收藏；吕骥、孔德墉等音樂研究所同事替他付醫藥費、處理後事，隨後以盛家倫遺囑捐贈的名義，接收其兩萬本藏書。除此之外，孔德墉也收集《冊府元龜》善本、翻印明刻本《神奇秘譜》、收購北京智化寺樂譜，以及搶救近現代唱片、樂譜、書籍刊物和文物等等，以充實音樂研究所的藏品。

### 文革沉浮
文化大革命中，由於孔德成不在中国大陆，孔家被視為「中國頭號大地主」大肆抨擊；他留在中國大陸、曾住在孔府的親人，包括孔德墉、孔德成的姐姐孔德懋遭牽連，成為文革批鬥對象。1966年，徐悲鸿的兒子徐伯陽在北平舞蹈學校遭红卫兵毆打，被剪破衣服、潑墨、剃阴阳头作為侮辱，其他包括他在北平藝專的同學孔德墉等六十多人，也同樣遭受凌虐；孔德墉曾根據《东方杂志》整理出一份未出版的「二百種舊期刊音樂資料索引」，但是文革期間擔心將被查抄，便自己把它燒掉。主導破壞孔氏家族墓地孔林古墳、焚毀衍聖公孔令貽夫婦遺骸的谭厚兰設法找到孔德墉，讓一位張姓排長拷問他，不過後來軍方介入制止此事。孔德墉與华君武、赵寻等一批文化名人關係密切，被一同「審查」、「改造」，一度在1970年代發配到天津靜海的五七干校當食堂管理員；他的閱歷使得在靜海五七幹校頗有人緣、通曉幹校複雜的人際關係，人稱「猴精」。1976年五七幹校關閉，孔德墉在友人餞行後離開。同年华国锋粉碎四人帮，文革結束。
徐輝仙在1973年身患膠原型綜合症，久病不癒。改革开放後，為讓夫人求醫並解決沉重債務、且妻舅經營皮草生意有成，孔德墉在1980年前往香港經商；他成立香港益光有限公司，之後出任萬鳴源集團有限公司董事長，在冀魯旅港同鄉會擔任候補理事。徐輝仙病故後，孔德墉在1984年的结婚纪念日將亡妻骨灰葬在孔林東北方、衍聖公孔令貽墓附近；父親孔令煜原本葬在北京市八宝山革命公墓，1989年也遷葬到孔林。他仍關注音樂研究所的運作，在此時整理及出版舊識李元慶、楊蔭瀏的紀念文集。孔維墉的大女兒維晶遷居瑞士日內瓦，二女兒維卉留在香港擔任萬鳴源集團副董事長。兒子孔众在英国牛津大学畢業，遷居上海並創立美國藥物資源有限公司；長孫孔垂旭（James Kong）是混血兒，在英國伦敦長大。孔德墉曾應朋友邀請而低調去曲阜，到孔府與中国社会科学院考古研究所友人以及縣長會面；由於擔心「反孔勢力」還在，因此他們安排孔德墉出遊的車子有警察共乘護衛，又準備瓶裝水以防有人下毒。孔德墉赴港後，曾透過第三者向在臺灣的族兄孔德成通信，不過當時海峽兩岸關係依然緊張的情況下，兩人因統戰疑慮而始終不見面，也一度中斷聯繫十餘年。

### 主持修譜

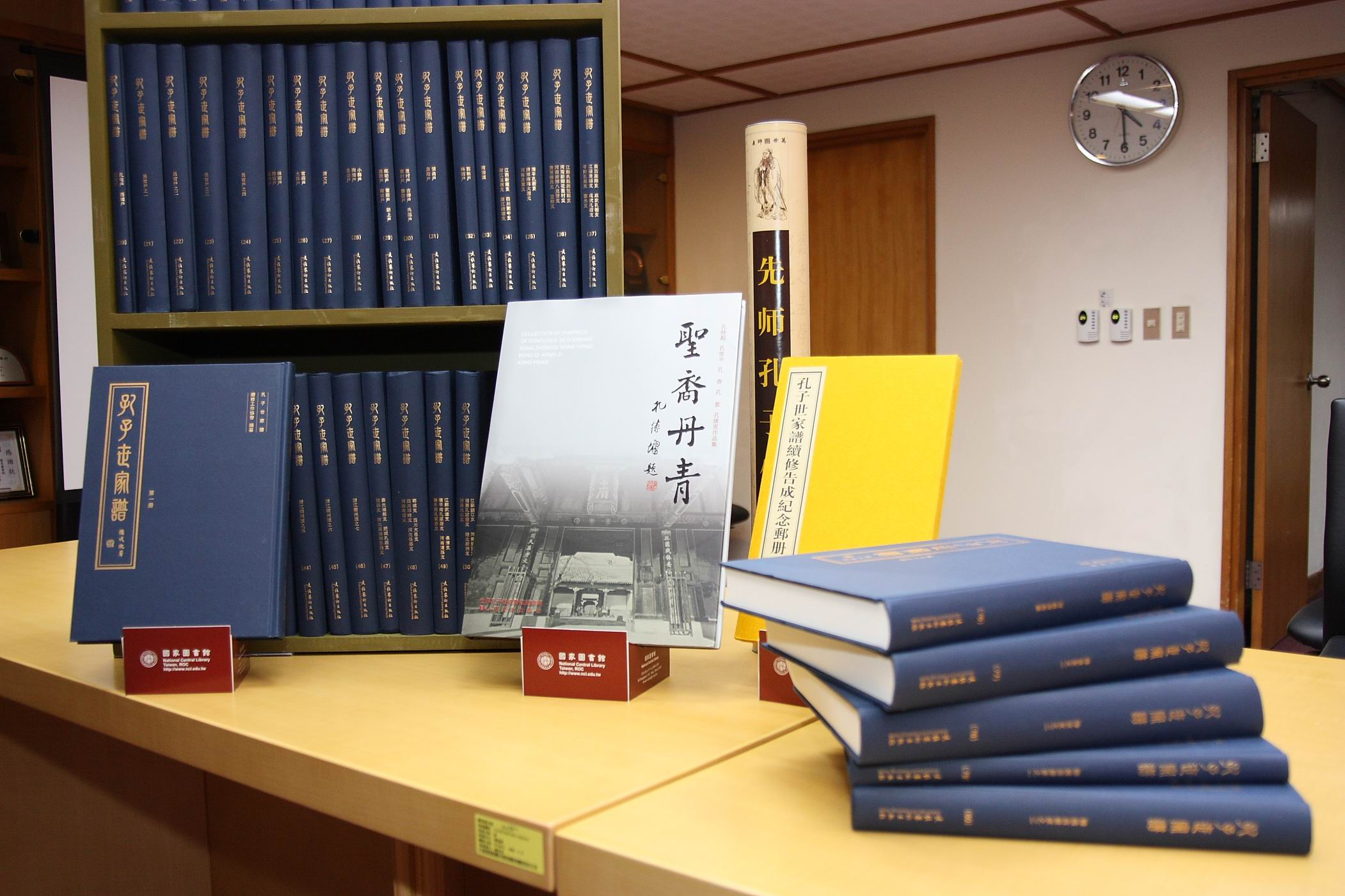
2010年，中華民國國家圖書館獲贈《孔子世家譜》一套

《孔子世家谱》修譜按例由孔子嫡長孫主持，而第四次續修在1938年印竣後，印刷出版的族譜大多因戰亂留在孔府未被領取，後來在文革期間全毀。前政協副主席（孔子研究院榮譽會長）谷牧、前南京大学校長匡亚明在1987年提出應續修《孔子世家譜》，以繼承傳統文化，孔德墉一開始對此事不以為然；不過到1992年，國務院台灣辦公室、中共中央統戰部向曲阜市政府裁示「孔家的家譜可以修」，正式批准修譜計畫。之後在曲阜市委書記每年都派人一再請託之下，孔德墉獲准在1996年專程前往臺灣，與孔德成見面商量相關事宜；孔德成表示隨行來台的奉祀官府人員大多已經過世，於是決議以宗親捐款為經費基礎，具體事務就交由孔德墉回中國大陸代為主持。1998年，孔德墉在香港註冊成立「孔子世家譜續修工作協會」、在濟南設立續修辦公室，並邀集曲阜宗親代表開始第五次續修孔氏家譜，推舉孔德成為名譽總裁，孔德墉一家出資超過七百萬人民币。為因應時代變遷，孔德墉在第五次大修放寬入譜資格，讓女性、中国少数民族與外國後裔的譜系都納入。為此，孔子世家譜續修工作協會陸續在全球各地，成立超過五百個分會組織，來收集各地資料，新版本《孔子世家譜》比以往更加卷帙浩繁。
在谷牧等人的協助下，為了避免政治爭議以及消除宗親的疑慮，籌備修譜以及聯絡各地孔氏族人都相當低調；在地方各級政府機關配合之下，終究得以順利推行。孔德墉等人在討論後決定減免赤貧宗親的入譜費，並透過個人出資、接受社會捐資，以維持續修工作協會運作；一方面，《孔子世家譜》在孔府留一份、捐贈給中国国家图书馆（中國大陸）與國家圖書館（臺灣）各一份，除了這三份出贈之外，宗親與其他欲收藏者皆須依價購買。臺灣在2000年第一次政黨輪替，陳水扁政府執政時曾續聘孔德成為中華民國總統府資政；孔德墉在2005年再去拜訪他時，孔德成表示不要再跟他提修譜的事，後來又聲明未涉足中國大陸也不會回曲阜、與孔氏族人很少聯繫，孔德墉認為這可能是民主進步黨政治壓力的緣故。2008年，孔德成在臺灣病故。同年底，孔子世家譜續修工作協會停止收集資料，歷時十年的第五次大修資料收集作業至此完成；這版《孔子世家譜》又稱《新續譜》，分為八十冊，達四萬三千頁、五千萬字，共有近兩百萬人入譜。2009年9月24日，在孔子2560年週年誕辰之際，《孔子世家譜》續修頒譜典禮在曲阜孔庙大成殿舉行。之後針對校對時發現的多項錯誤，《孔子世家譜》常態化續修工作協會在北京成立，推舉孔德成之孫孔垂長為會長、孔德墉為榮譽會長；根據這次大修的資料建立数字化系統，將傳統幾十年一次的大修簡化，使得協會可以隨時接受國內外孔子後裔的入譜、勘誤、更改資料與查詢需求。

### 過世
孔德墉晚年持續關心中國孔子基金會發展，先後多次參加世界儒學大會、尼山世界文明論壇與孔子研究院的活動，並成為孔子博物馆名譽館長，多次親臨指導工作。2022年12月25日晚上八點五分，孔德墉在北京逝世，享壽九十六歲；同月29日，骨灰安葬於孔林。

## 家庭
- 元配：徐輝仙（1930年3月2日—1983年8月10日），祖籍廣東海豐，生於柬埔寨，抗戰期間入學越南堤岸南僑中學；1950年回中華人民共和國並加入中國人民解放軍，在軍委氣象局工作，與孔德墉育有二女一子，病逝於香港伊利沙伯醫院[14]。
- 繼配：金月玲[36]